# Gułki
Gułki [pronunciación en polaco: /ˈɡuu̯ki/] es un pueblo ubicado en el distrito administrativo de Gmina Cielądz, dentro del condado de Rawa, Voivodato de Łódź, en el centro de Polonia. Se encuentra a unos 3 kilómetros sur de Cielądz, a 11 kilómetros al sureste de Rawa Mazowiecka, y a 63 kilómetros al este de la capital regional Łódź.